# Huejuquilla el Alto
Huejuquilla el Alto es un pueblo de la Región Norte del estado de Jalisco, México. Conocido también como "La cuna cristera" ya que aquí se efectuó el primer combate oficial, dando grandes personajes de la misma guerra y presenciando batallas en las que actualmente siguen marcadas en la arquitectura local. "Quintanar entraba a combate el 29 de agosto [de 1926] a Huejuquilla el Alto (Jalisco), quien atacó el poblado jalisciense de Huejuquilla el Alto y apoderado de la plaza después de un combate de once horas, dispuso la defensa contra las tropas federales comenzó así, la primera lucha cristera en forma, quedando como vencedores con el grito ahora triunfante de: ¡Viva Cristo Rey!".[cita requerida]
Se encuentra aproximadamente a 337 km al norte de Guadalajara. Según el Censo de Población y Vivienda de 2020, tiene 8,348 habitantes (en la cabecera municipal).

## Toponimia
El nombre de Huejuquilla  proviene de los vocablos náhuatl, huéxotl (sauce), quílitl (verde) y tlan (entre); los cuales forman la palabra Huexoquíllan o Huexita, y se interpreta como: "tierra de sauces verdes" o '"Lugar de Sauces".

## Historia
Primitivamente habitaron el lugar los coras, los huicholes y Zacatecos . Los españoles fundaron la población en 1548, precisamente cuando se fundó Zacatecas por Cristóbal de Oñate. La raza del poblado se hizo hasta 1835.
La conquista espiritual la efectuó por los años de 1720 fray Margil de Jesús, quien predicó en una de las capillas anexas a la parroquia que se denomina del Sagrado Corazón, en donde se conserva el balcón donde impartía sus pláticas. En 1825 ya tenía ayuntamiento y en 1833 se le concedió el título de Villa.
En 1861 se erigió en municipio, siendo su primer presidente municipal Andrés de la Torre. Comprendió los pueblos de Mezquitic, Nostic, San Nicolás, Tenzompa y La Soledad con todas sus rancherías. Desde 1825 perteneció al 8° Cantón de Colotlán. En 1872 se creó el Departamento de Mezquitic, segregándose de este municipio.
Huejuquilla el Alto es un pueblo cristero, siendo aquí la primera batalla oficial de este movimiento, la cual duró 11 horas. "...Se preparó el levantamiento que Aurelio Acevedo y sus amigos tenían preparado desde el primero de agosto, ya que el gobierno al saber de la presencia de Quintanar se movilizó más rápido. Se realizó la movilización en Peñitas y Peñas Blancas. Quintanar entraba a combate el 29 de agosto a Huejuquilla el Alto (Jalisco), comenzó  así, la primera lucha cristera en forma,  quedando como vencedores con el grito ahora triunfante de: ¡Viva Cristo Rey!...".[cita requerida]

## Cultura

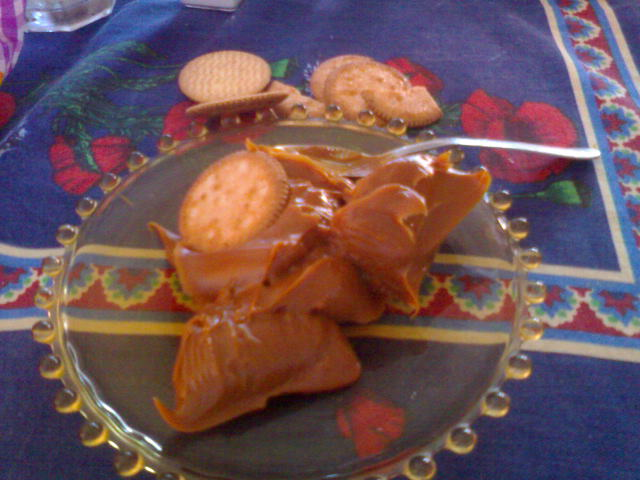
Los dulces de leches forman parte de los postres del municipio.

- Artesanías: huaraches, fustería, talabartería, cintos, monturas, sombreros y bordados en pita.
- Gastronomía: de los alimentos destacan la birria, el huachal, temachaca y guaje; de sus postres la melcochas, dulces de leche, arepas y jamoncillos; de sus bebidas el tepe, pulque y el mezcal.
- Trajes típicos: Para el hombre el traje de huichol y cora y para la mujer camisa y falda de manta.

### Sitios de interés
| Arquitectura - Santuario del Divino Preso. - Capilla de San Diego. - Templo Parroquial. - Capilla de la Santa Cruz. - Zona Arqueológica. - Iglesia de Nuestra Señora María Axiliadora. - Iglesia de la Rosa Mística. | Parques y reservas - Balneario El Atotonilco. - Sierra del Valparaíso. - Mesa de Piedras. | - Santuario Xochite. - Sierra Huichola. - Museo Tatuutsima. - Plaza Hidalgo. - Barranca de Xochite. - Museo de la Judea. |

### Fiestas
Fiestas civiles
- Aniversario de la Independencia de México: 16 de septiembre.
- Judea (Semana Santa).

Fiestas religiosas
- Semana Santa. Jueves y Viernes Santos.
- Día de la Santa Cruz: 3 de mayo.
- Divino Preso: del 16 de diciembre al 1 de enero.